# Världsskrattdagen
Världsskrattdagen, inofficiell temadag lanserad 1998 av indiern Madan Kataria som infaller den första söndagen i maj varje år och som går ut på att uppmana människor att skratta mer.